# نظرية المرونة

نظرية المرونة

نظرية المرونة (بالإنجليزي: Elastica theory) تم تطوير نظرية ميكانيكا المواد الصلبة عام 1744بواسطة ليونار ديولر بحيث تسمح بانحرافات ذات مرونة كبيرة جدا في الأجسام , كما وضع جاكوب برنولي نظرية المرونة الخطية .
تعدنظرية التشعب مثال على نظرية المرونة.